# Max Caulfield
Maxine Caulfield é uma personagem fictícia da franquia de jogos eletrônicos Life Is Strange, da Square Enix. Criada pela desenvolvedora de jogos francesa Dontnod Entertainment, ela aparece pela primeira vez no jogo Life Is Strange (2015) como protagonista principal ao lado de Chloe Price. Sua voz original é feita pela atriz estadunidense Hannah Telle.
A personagem recebeu uma recepção geralmente positiva na imprensa especializada em jogos eletrônicos, embora alguns veículos a tenham rotulado como "genérica" e "não autêntica".

## Desenvolvimento da personagem
No primeiro jogo da franquia, lançado em 2015, Max Caulfield e a sua capacidade de rebobinar o tempo é o mecanismo central da jogabilidade do jogo. Enquanto a personagem principal rebobina o tempo, efeitos visuais como pós-processamento, dupla exposição e sobreposição de partículas de espaço na tela foram empregados como uma abordagem artística a ser retratada. A personagem foi criada usando arquétipos bem conhecidos, inicialmente para estabelecer um ponto de acesso do jogador e posteriormente para subvertê-los. Os elementos sobrenaturais foram desenvolvidos como uma metáfora para o tumulto interno da personagem, a fim de servir ao realismo, e especialistas foram contratados para lidar com o assunto do suicídio de adolescentes.
O sobrenome de Max faz referência a Holden Caulfield de The Catcher in the Rye de J. D. Salinger, e sua personalidade como um "rebelde icônico" é ecoada pelo espírito de desafio e caracterização de Max como uma estranha em sua comunidade. "Max está sempre olhando para o passado. Ela tem uma câmera velha, reluta em tomar decisões. Christian Divine a escreveu [de uma forma que] às vezes ela usa algumas expressões mais antigas", disse Michel Koch em uma entrevista em junho de 2015 ao Polygon. Max foi a segunda protagonista feminina em um título da Dontnod Entertainment. A maioria das publicadoras em potencial não estavam dispostas a publicar um jogo a menos que tivesse um protagonista masculino, de acordo com um diário do desenvolvedor fornecido pela Dontnod. A maioria das publicadoras se opôs ao primeiro projeto de Dontnod, uma protagonista feminina em Remember Me. Oskar Guilbert, CEO da Dontnod, estava igualmente cético no início. A Square Enix foi a única publicadora sem intenção de mudar a protagonista feminina. O co-fundador da Dontnod, Jean-Maxime Moris, afirmou que a igualdade de gênero nos videogames foi "um grande debate para se ter", mas na verdade "não estamos fingindo abordar o assunto ou usar o assunto para se destacar do resto".
Foi decidido que a maior parte do financiamento seria gasto na escrita de personagens e dubladores, como Max. Os escritores Christian Divine e Jean-Luc Cano foram então encarregados de ajustá-los em inglês. Em julho de 2014, Hannah Telle fez o teste para Max Caulfield e ingressou ao elenco; Ashly Burch fez o teste para Max e seu papel designado, Chloe Price. As sessões aconteceram em Los Angeles, Califórnia, com a participação da desenvolvedora francesa por Skype.

## Aparições

### Jogos eletrônicos

#### Life Is Strange
Maxine "Max" Caulfield, é a principal protagonista do jogo e é uma aluna da décima segunda série que frequenta a Academia Blackwell em outubro de 2013. Durante a aula de fotografia com seu professor Mark Jefferson, Max tem a visão de um farol sendo destruído por um tornado crescente. Saindo para o banheiro para recuperar a compostura, ela testemunha o colega Nathan Prescott (Nik Shriner) matar uma garota em um ataque de raiva. Em um esforço único e repentino, ela desenvolve o poder de voltar no tempo e resgata a garota, revelada como sua melhor amiga, Chloe Price. As duas se reencontram e vão passear no farol, onde Max revela a Chloe sua capacidade de voltar no tempo. Fica estabelecido que a visão se trata de uma premonição: uma tempestade que se aproxima da cidade de Arcadia Bay. No dia seguinte, Max observa sua colega Kate Marsh sendo intimidada por causa de um vídeo viral que a mostra beijando vários alunos em uma festa.
Conhecendo Chloe no restaurante onde sua mãe Joyce trabalha, elas decidem experimentar o poder de Max no esconderijo secreto de Chloe. No entanto, a tensão faz com que Max tenha um sangramento nasal e desmaie. Chloe a leva de volta para a Blackwell, mas a aula é interrompida quando todos são chamados ao pátio. Kate comete suicídio pulando do telhado do dormitório feminino. Max consegue voltar no tempo e ele permanece parado inesperadamente até quando ela alcança Kate no telhado, dando a Max a oportunidade de convencê-la a descer e salvar a sua vida (determinante). Max finalmente resolve descobrir o que aconteceu com a amiga desaparecida de Kate e Chloe, Rachel Amber. Max e Chloe invadem o escritório do diretor naquela noite para investigar e entram na piscina para nadar antes de fugir de David Madsen, chefe de segurança da Blackwell e padrasto de Chloe, para a casa de Chloe. Na manhã seguinte, elas entram furtivamente no motorhome de Frank Bowers, traficante de drogas e amigo de Rachel, e descobrem que Rachel estava em um relacionamento com Frank e mentiu para Chloe sobre isso, fazendo com que Chloe saísse furiosa se sentindo traída. Max retorna ao seu dormitório e examina uma foto de infância dela e de Chloe, mas de repente é transportada para o dia em que a foto foi tirada. Max evita que o pai de Chloe, William, morra em um acidente de trânsito, o que inadvertidamente cria uma realidade alternativa onde William está vivo, mas Chloe ficou paralisada do pescoço para baixo como resultado de uma colisão em seu próprio carro.
Max usa a foto para desfazer sua decisão e voltar aos dias atuais, restaurando a saúde de Chloe. Continuando sua investigação, Max e Chloe obtêm pistas que as levam a um celeiro abandonado de propriedade da influente família Prescott. Elas descobrem um bunker escondido contendo fotos de Kate e Rachel amarradas e drogadas, com Rachel sendo enterrada no esconderijo secreto de Chloe. Elas correm de volta para o ferro-velho e encontram o local onde Rachel foi enterrada, para desespero de Chloe. Max segue Chloe na festa da escola para confrontar Nathan, acreditando que ele terá como próximo alvo a colega Victoria Chase. Eles recebem uma mensagem de Nathan ameaçando destruir as evidências, o que as levou ao ferro-velho novamente. De repente, as duas são emboscadas por Jefferson, que anestesia Max e mata Chloe com um tiro na cabeça. Max é sequestrada e mantida em cativeiro no "Dark Room", um lugar onde Jefferson drogou e fotografou meninas para capturar sua inocência. Jefferson também revela que contratou Nathan como aluno particular, mas o matou antes de sequestrar Max por ele ter dado uma overdose em Rachel ao tentar imitar o trabalho de Jefferson, e pretende fazer o mesmo com Max depois que ele tiver as fotos que deseja. Max foge para uma fotografia e volta ao início da aula de Jefferson. Ela alerta David, fazendo com que Jefferson (e Nathan) sejam presos.
Max tem a oportunidade de ir a São Francisco junto com o diretor da Blackwell, Ray Wells, e exibir uma de suas fotos em uma galeria de arte. Ela liga para Chloe do evento, percebendo que, apesar de todo o seu esforço, a tempestade atingiu Arcadia Bay. Max viaja de volta ao tempo em que ela tirou a foto da galeria, o que eventualmente a leva a peregrinar por realidades alternativas enquanto elas se transformam em um pesadelo dominado pelo seu inconsiente. Max e Chloe finalmente retornam ao farol e confrontam o fato de que Max trouxe a tempestade à existência após salvar Chloe de ser baleada por Nathan no início da semana. A única maneira de evitar isso é Max voltar àquele momento por meio de uma foto que ela tirou e permitir que Chloe seja morta por Nathan. Max deve fazer uma escolha: sacrificar a vida de Chloe para salvar Arcadia Bay, ou sacrificar Arcadia Bay para poupar Chloe.

#### Episódio bônus deLife Is Strange: Before the Storm
Em uma das DLCs de Life Is Strange: Before the Storm (2017), no episódio bônus "Farewell", Max Caulfield, de 13 anos, luta para dar a notícia a Chloe de que sua família está se mudando para Seattle em três dias. Os dois encontram uma gravação de seus eus de 8 anos falando sobre um tesouro enterrado. Depois de encontrar o mapa e um amuleto no sótão, Max e Chloe descobrem o local do tesouro, apenas para descobrir que o pai de Chloe, William, colocou a cápsula do tempo em um barril, junto com sua própria gravação, por segurança. Max pode optar por contar a verdade a Chloe ou escondê-la; independentemente de sua decisão, seus planos para o resto do dia são interrompidos quando a mãe de Chloe, Joyce, volta para casa com a notícia da morte de William. Max comparece ao funeral de William dias depois e parte para Seattle com seus pais logo em seguida, deixando Chloe em luto.

#### Life Is Strange 2
Em Life Is Strange 2 (2018), Max é mencionada por David Madsen enquanto ele está conversando com Sean Díaz, o principal protagonista do jogo, caso Arcadia Bay tenha sido sacrificada no primeiro jogo. Ela também é vista em uma fotografia mantida no trailer de David, que mostra ela e Chloe algum tempo depois de 2013. Durante o telefonema de David com Chloe, dá a entender que ela e Chloe moram ou visitaram Nova Iorque e tiveram uma experiência ruim com um morador local, já que David lembra a Chloe que "os nova-iorquinos são idiotas". Também está implícito que ela e Chloe o visitaram há algum tempo.

#### Life Is Strange: True Colors
No capítulo bônus de Life Is Strange: True Colors (2021), "Wavelengths", Max é mencionada por Steph Gingrich, personagem principal da história, durante um jogo de mesa com Mikey North — desde que Arcadia Bay tenha sido sacrificada no primeiro jogo. Steph apenas afirma que Chloe foi embora sem nenhum contato com ela e a única coisa que ouviu sobre Chloe é que ela está andando por aí com outra "esquisita" (que na verdade é Max).

#### Life Is Strange Remastered Collection
Max e Chloe reapareceram em Life Is Strange Remastered Collection (2022).

### História em quadrinhos
A série de quadrinhos de Life is Strange segue Max e Chloe na linha do tempo onde Max escolhe salvar Chloe e sacrificar Arcadia Bay. Max e Chloe estão morando em Seattle e fazem amizade com uma banda para quem Chloe faz trabalhos artísticos. Max e Chloe voltam para Arcadia Bay depois que fica claro que Max não pode mais controlar seus poderes de tempo. Os dois voltam para Arcadia Bay e Max percebe que ela está entrando e saindo de diferentes realidades, um fenômeno que ela chama de “cintilação”. Depois de uma conversa com Chloe sobre seus sentimentos românticos uma pela outra e múltiplas experiências em diferentes realidades, Max decide pular completamente em uma linha do tempo diferente e abandonar a linha original para parar o caos das cintilações. Isso a coloca em uma linha do tempo onde Rachel Amber ainda está viva e em um relacionamento com Chloe.
Max então vive nessa linha do tempo por anos e se aproxima de Rachel e Chloe, que não sabem de sua capacidade de viajar no tempo. Eventualmente, Max conhece Tristan, um homem que possui a habilidade de se tornar invisível. Isso a leva a começar a fazer esforços para retornar à sua linha do tempo original com a ajuda de Tristan após revelar a Chloe e Rachel a verdade sobre quem ela é. Tristan é capaz de pular para a linha do tempo original de Max e se comunicar com Chloe que Max está tentando retornar. Max então acompanha Rachel e a Chloe em sua linha do tempo atual em um trajeto que coincide com o trajeto que a Chloe em sua linha do tempo original está fazendo. Através de Tristan, Max e sua Chloe original podem se comunicar uma com a outra e Max começa a se preparar para voltar para sua linha do tempo original. Em Miami, Max pode voltar em sua própria linha do tempo com a ajuda de Tristan, que também entra na linha do tempo de Max. Max e Chloe então retornam a Arcadia Bay em reconstrução, onde ela descobre que Chloe reconstruiu o Restaurante Two Whales. Com Max aceitando a tragédia e a perda causada pela tempestade, ela pode falar na exposição memorial da Victoria, homenageando a resiliência da cidade.

## Recepção
Life Is Strange alcançou sucesso comercial e de crítica e foi muito elogiado, particularmente, pelo desenvolvimento de seus personagens. Por seu trabalho com Max Caulfield, a Dontnod recebeu uma indicação ao prêmio da Academia de Artes & Ciências Interativas por Realização Notável no Personagem (em inglês, Outstanding Achievement in Character) no D.I.C.E. Awards de 2016. Em 2018, a IGN publicou um artigo do jornalista australiano Seamus Mullins onde ele elogiou Max como o protagonista de videogame mais complexa que ele já experimentou. Max foi classificada pela equipe da revista PC Gamer como um dos personagens mais icônicos dos jogos para PC. Peter Paras, do site GameRevolution, elogiou as surpresas da personagem Max, e disse que ela "realmente se destaca como [uma] personagem totalmente formada". O jornal britânico Metro comentou que Max Caulfield tem tudo, afirmando que "ela é espirituosa, inteligente e sua visão da vida é perfeitamente caracterizada por seu gosto musical." A revista estadunidense Game Informer classificou Max entre as melhores personagens femininas do ano de 2015, com a jornalista Elise Favis chamando Max de "raridade, e não apenas porque ela é uma protagonista feminina adolescente".
Junto com Chloe Price, a equipe da Polygon nomeou Max como um dos melhores personagens de videogame da década de 2010. Embora Chloe seja frequentemente considerada a personagem mais importante para o arco da história, há interesse em ver mais da história de Max.
Alguns críticos argumentaram que a personagem Max e o seu desenvolvimento pareciam genéricos e inautênticos, talvez porque ela seja uma personagem feminina criada por escritores homens. Jean-Maxine Moris, líder criativo em Life Is Strange, argumentou contra essa crítica afirmando que uma extensa pesquisa foi feita antes de criar os personagens do jogo e que é apoiada pela Square Enix porque foi a única publicadora parceira que não tentou mudar aspectos críticos do jogo, como o gênero dos personagens principais.

## Leitura complementar
- Mike Boccher (4 de setembro de 2015). «Interview with Hannah Telle: The emotional task of playing Life is Strange's Max Caulfield». GameZone. Consultado em 11 de dezembro de 2021
- «Dontnod Talks Leaving Behind Chloe and Max for Life is Strange 2» (em inglês). PlayStation LifeStyle. 12 de setembro de 2015. Consultado em 11 de dezembro de 2021
- «Life Is Strange Director Talks About The Theme Of "Identity" And Visual Novels» (em inglês). Siliconera. 6 de fevereiro de 2015. Consultado em 12 de dezembro de 2021
- «'Life is Strange' Gives Us the Video Game Heroine We Need» (em inglês). Complex. 19 de outubro de 2015. Consultado em 12 de dezembro de 2021
- «Life is Strange 2 should have been a tale of two sisters, not brothers» (em inglês). PCGamesN. 3 de julho de 2019. Consultado em 12 de dezembro de 2021
- «Life Is Bleak (in Particular for Women Who Exert Power and Try to Change the World): The Poetics and Politics of Life Is Strange» (em inglês). Game Studies. 1 de dezembro de 2019. Consultado em 12 de dezembro de 2021
- «Female Protagonists in Games FROM VICTIM TO TRAGIC HEROINE» (em inglês). Goethe-Institut. 1 de setembro de 2018. Consultado em 12 de dezembro de 2021
- «Introducing Lindsay's month of games that exclusively feature female protagonists» (em inglês). Digitally Download. 1 de setembro de 2016. Consultado em 12 de dezembro de 2021